# Wiesbaden Tennis Open 2013
Il Wiesbaden Tennis Open 2013 è stato un torneo di tennis facente parte della categoria ITF Women's Circuit nell'ambito dell'ITF Women's Circuit 2013. Il torneo si è giocato a Wiesbaden in Germania dal 29 aprile al 5 maggio 2013 su campi in terra rossa e aveva un montepremi di 25 000 $.

## Vincitrici

### Singolare
Yvonne Meusburger ha battuto in finale  Sharon Fichman con il punteggio di 5–7, 6–4, 6–1

### Doppio
Gabriela Dabrowski /  Sharon Fichman hanno battuto in finale  Dinah Pfizenmaier /  Anna Zaja con il punteggio di 6–3, 6–3